# Cantone di Saint-Georges-sur-Loire
Il Cantone di Saint-Georges-sur-Loire era una divisione amministrativa dell'arrondissement di Angers.
È stato soppresso a seguito della riforma complessiva dei cantoni del 2014, che è entrata in vigore con le elezioni dipartimentali del 2015.
Comprendeva i comuni di:
- Béhuard
- Champtocé-sur-Loire
- Ingrandes
- La Possonnière
- Saint-Georges-sur-Loire
- Saint-Germain-des-Prés
- Saint-Jean-de-Linières
- Saint-Léger-des-Bois
- Saint-Martin-du-Fouilloux
- Savennières